# Tajike’abati (köpinghuvudort i Kina, Xinjiang Uygur Zizhiqu, lat 39,08, long 77,12)
Tajike'abati (kinesiska: 塔吉克阿巴提, 塔吉克阿巴提镇) är en köpinghuvudort i Kina. Den ligger i den autonoma regionen Xinjiang, i den nordvästra delen av landet, omkring 1 000 kilometer sydväst om regionhuvudstaden Ürümqi. Antalet invånare är 3 045. Befolkningen består av 1 452 kvinnor och 1 593 män. Barn under 15 år utgör 30 %, vuxna 15-64 år 65 %, och äldre över 65 år 3,0 %.
Runt Tajike'abati är det ganska glesbefolkat, med 48 invånare per kvadratkilometer. Närmaste större samhälle är Bayi'awati, 3,3 km nordväst om Tajike'abati. Trakten runt Tajike'abati består till största delen av jordbruksmark.
Genomsnittlig årsnederbörd är 113 millimeter. Den regnigaste månaden är maj, med i genomsnitt 22 mm nederbörd, och den torraste är januari, med 2 mm nederbörd.